# Gardner (Kansas)
Gardner es una ciudad ubicada en el de condado de Johnson en el estado estadounidense de Kansas. En el año 2010 tenía una población de 19123 habitantes y una densidad poblacional de 1.493,98 personas por km².

## Geografía
Gardner se encuentra ubicada en las coordenadas 38°48′45″N 94°55′7″O / 38.81250, -94.91861 (38.812367, -94.918621).

## Demografía
Según la Oficina del Censo en 2000 los ingresos medios por hogar en la localidad eran de $50,807 y los ingresos medios por familia eran $54,554. Los hombres tenían unos ingresos medios de $37,438 frente a los $27,553 para las mujeres. La renta per cápita para la localidad era de $20,434. Alrededor del 6.0% de la población estaban por debajo del umbral de pobreza.